# ポーイヤック
ポーイヤック（フランス語：Pauillac）は、フランスのヌーヴェル＝アキテーヌ地域圏ジロンド県のコミューン。

## 地理
メドック地方、ジロンド川左岸に位置し、ボルドーから50km北に位置する。

## 由来
ラテン語のPaulus actium（パウルスの領地）に由来する。

## 経済
ワインの生産で有名である。ポーイヤックの港はボルドー海港に依存している。ポーイヤック港には石油ターミナルがある。ポーイヤック港には、エアバスA380の部品を運搬するヴィル・ド・ボルドー号も来る。

## 葡萄園（ぶどうえん)

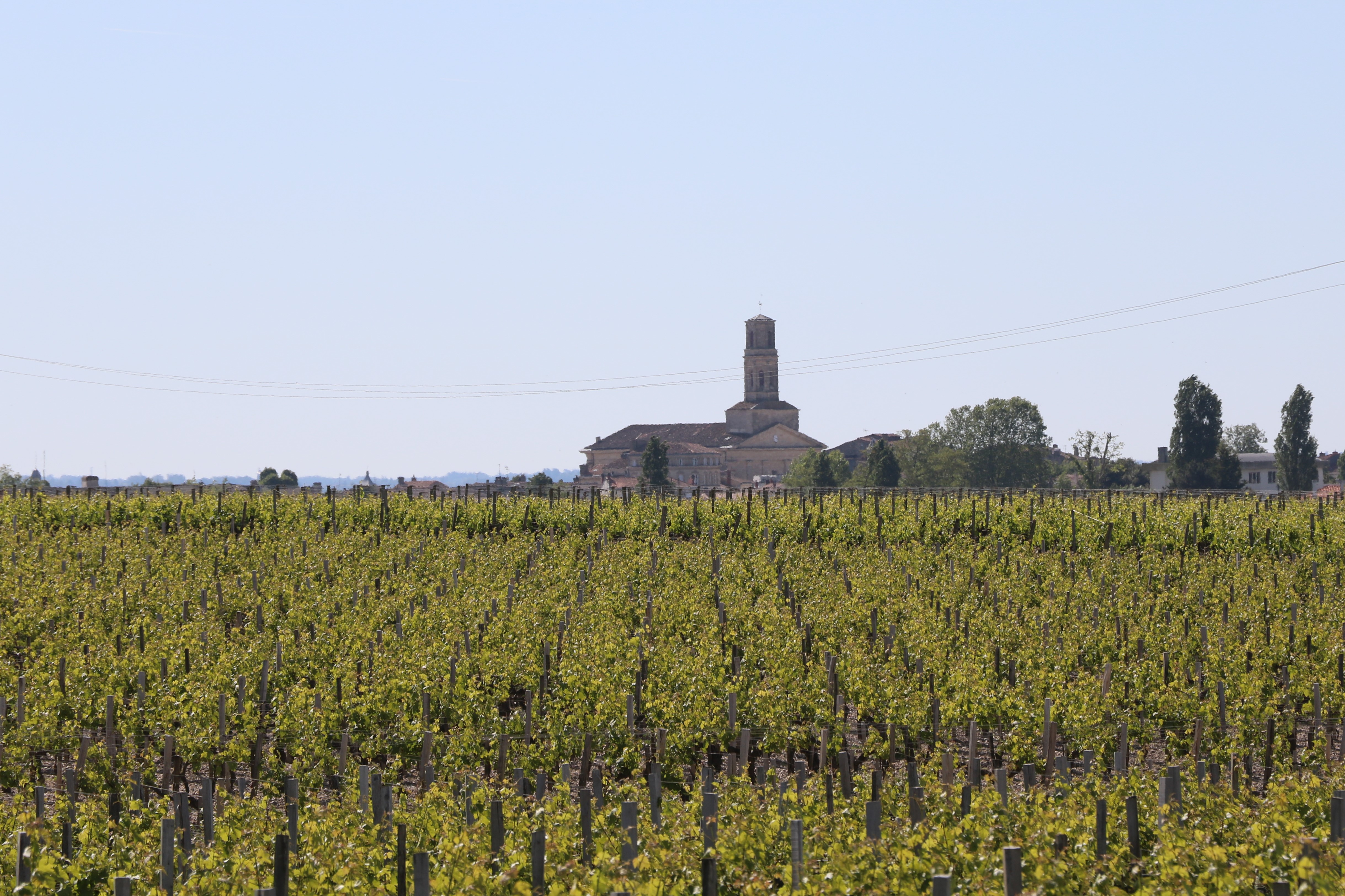
葡萄園

ポーイヤックはボルドーでも最も偉大なワインを産む、メドック地区のワイン産業の中心地になっている。メドックに6つある村名AOCのひとつで、町内には、メドックの5つある1級格付けシャトーのうちの3つがある。ワインはカベルネ・ソーヴィニョン種のぶどうを主体とし、メルローとカベルネ・フランをブレンドした赤ワインで、長い貯蔵に耐える、優雅でありながらいぶし銀のような深みのある香味のワインが多い。
コミューン内にある「シャトー・ラトゥール」、「シャトー・ラフィット・ロートシルト」、「シャトー・ムートン・ロートシルト」の3つのシャトーが、メドック地区で最高の1級にランクされている。
シャトー・ラフィット・ロートシルト（Ch.Lafite Rothschild）
ポイヤック村産。ロートシルトとは、大財閥であるロスチャイルド家のこと。セカンドラベルは、カリュアード・ドゥ・ラフィット。
シャトー・ラトゥール（Ch.Latour）
ポイヤック村産。ラトゥールとは、塔のこと。塔の名前は、トゥール・ド・サン・ランベール。セカンドは、レ・フォール・ドゥ・ラトゥール。
シャトー・ムートン・ロートシルト（Ch.Mouton Rothschild）
ポイヤック村産。ラベルの絵は、ピカソやシャガールなど毎年異なる画家により描かれる。日本人では堂本尚郎（1979）・Setsuko（バルテュス夫人出田節子）（1991）が描いている。1855年では2級に格付けされていたが1973年に1級に昇格した。

## 人口統計
| 1962年 | 1968年 | 1975年 | 1982年 | 1990年 | 1999年 | 2006年 | 2007年 | 2010年 | 2016年 |
| ------ | ------ | ------ | ------ | ------ | ------ | ------ | ------ | ------ | ------ |
| 5703   | 5640   | 6363   | 6145   | 5670   | 5175   | 5291   | 5265   | 5075   | 4851   |

参照元:Ehessと INSEE

## 姉妹都市
- プラッハ・イム・イーザルタール、ドイツ